# Frieda Coppi
Frieda Coppi, geborene Schoen (* 22. September 1884; † 8. Februar 1961 in Berlin), war eine deutsche Antifaschistin.

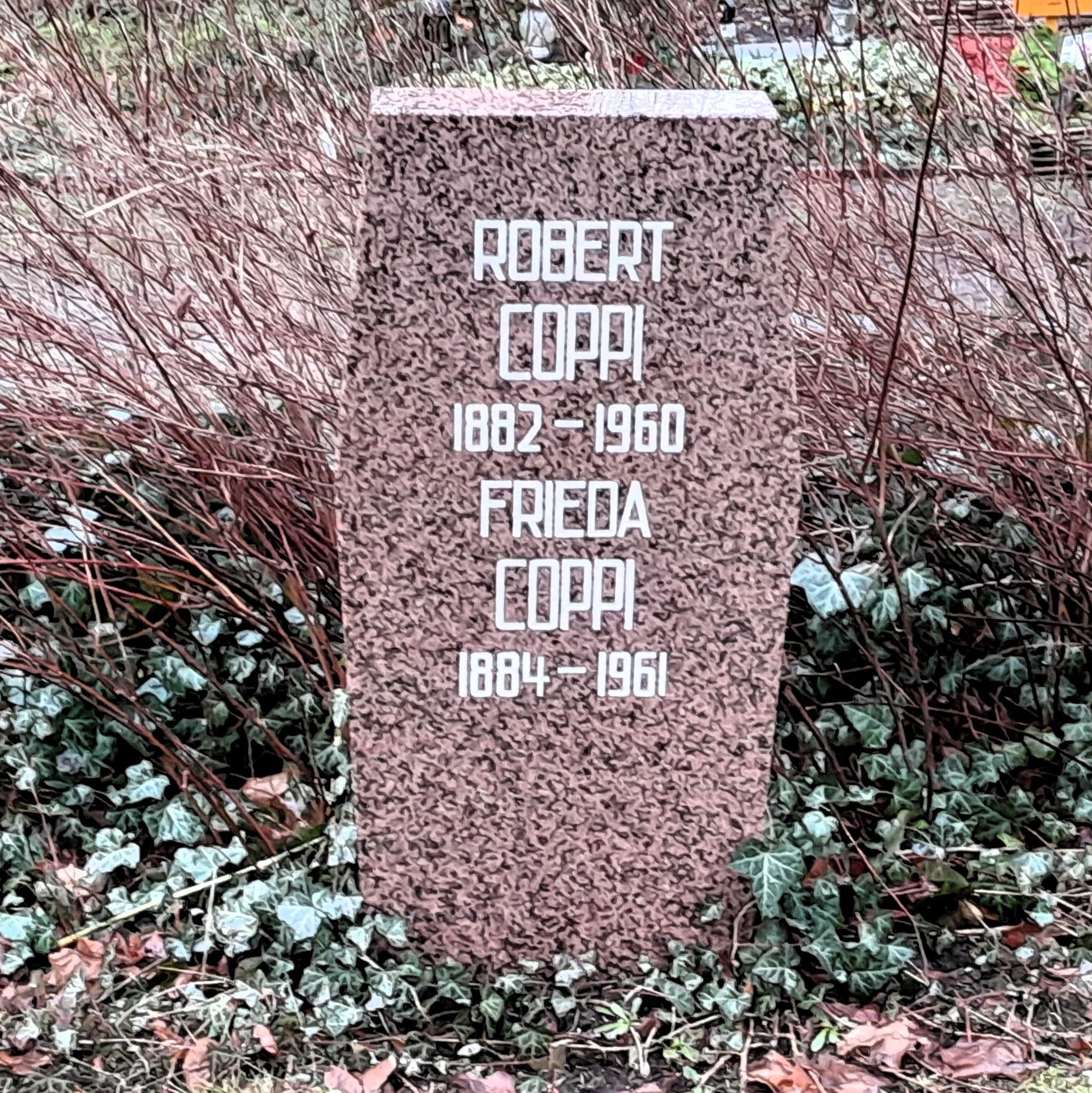
Grabstein von Robert und Frieda Coppi

## Leben
Frieda Coppi erlernte den Beruf einer Schneiderin. Sie war verheiratet mit Robert Coppi und ist die Mutter von Hans Coppi, dem Mitglied der Widerstandsgruppe „Rote Kapelle“, der am 22. Dezember 1942 hingerichtet wurde. Hans Coppis gleichnamiger Sohn, am 27. November 1942 geboren, wuchs nach der Hinrichtung seiner Mutter, Hilde Coppi, bei seiner Großmutter auf. Sie lebte in Berlin-Borsigwalde und zog 1950 in den sowjetischen Sektor Berlins nach Berlin-Karlshorst um. Ihr Grab befindet sich in der Gräberanlage Pergolenweg des Zentralfriedhofs Berlin-Friedrichsfelde.